# 心戰 (無綫電視劇)
《心戰》（英語：Master of Play）是香港電視廣播有限公司時裝懸疑犯罪電視劇，由鄭少秋、陳豪、黃德斌、邵美琪及陳茵媺領銜主演，並由楊明、簡慕華聯合演出，監製為戚其義。此劇為其中一套2011無綫節目巡禮劇集，亦是在第15屆香港國際影視展中獲無綫電視推介的6部重頭電視劇集之一。

## 演員表

### 靳家
| 演員                                           | 角色   | 背景 | 暱稱  |
| 鄭少秋                                         | 靳兆楠 | 舞台劇演員、戲劇大師、音樂愛好者 莫麗馨之前夫、靳芷縈之父、陳卓鈞之誼父 李楚蕎之朋友，于第22集成為其男友 章世言之朋友，于第22集反目成仇 莊鎮滔、陳一奇、章世婷、黎鼎輝、廖永成、鄭淵、梁耀榮之好友 協助江承宇及黃健豪，實質上被江承宇利用 尋找靳芷縈25年，於第14集因自以為錯過線索放棄，于第20集開始懷疑章世婷為靳芷縈，于第27集與章世婷相認 於第2至5集代入陸秉清 於第9集代入曾立志 於第11集代入梁根 於第17集代入金學禮 於第18集代入楊俊一 於第29集為救章世婷，以利器插死章世言 於第26至30集代入章世言，但無法抽離角色而失控 於第30集表演亡命逃脫魔術失敗，得到李楚蕎喚醒，但生死未卜 | 阿靳  |
| 何傲兒 （于第1-14、29-30集以靳兆楠梦境中出现） | 靳芷縈 | 靳兆楠、莫麗馨之女 25年前被章建國綁架，至今下落不明 生日：1982年10月6日 第27集章世婷假冒靳芷縈，與靳兆楠、莫麗馨相認 在第29集，被章世言謊稱其被章建國和章世言聯手殺害 參見章家 | Tansy |
| 陳茵媺 （于第20集以靳兆楠梦境中出现）          | 靳芷縈 | 靳兆楠、莫麗馨之女 25年前被章建國綁架，至今下落不明 生日：1982年10月6日 第27集章世婷假冒靳芷縈，與靳兆楠、莫麗馨相認 在第29集，被章世言謊稱其被章建國和章世言聯手殺害 參見章家 | Tansy |
| 余之之 （童年）                                | 靳芷縈 | 靳兆楠、莫麗馨之女 25年前被章建國綁架，至今下落不明 生日：1982年10月6日 第27集章世婷假冒靳芷縈，與靳兆楠、莫麗馨相認 在第29集，被章世言謊稱其被章建國和章世言聯手殺害 參見章家 | Tansy |

### 章家
| 演員            | 角色   | 背景 |
| 王俊棠          | 章建國 | 原名張建國 章世言之父，已死多年 25年前綁架靳芷縈 |
| 陳 豪 （成年）  | 章世言 | Ivan 原名張小軍 魔術師、「星期三連環殺手」 生日：1972年3月15日 章建國之子 聲稱自己為章世婷同父異母之兄，於第17集反目，於第22集和好 李楚蕎之男友，於第17集分手，第25集和好 與靳兆楠亦師亦友，第22集反目成仇 呂詠儀之僱主，於第20集与其发生一夜情并成為其男友，於第21集分手，后和好 25年前，在章建國的強逼下協助綁架靳芷縈 杀害天叔、Eric、Michelle、Martin、Edwin、金學禮、陳一奇、梁耀荣、莊鎮濤，並縱火焚燒Jekyll酒吧 於第10集Eric、Michelle、Martin、Edwin成為其心魔 於第17集Henry成為其良知 於第29集被靳兆楠以利器插死 於第30集通過靳兆楠代入角色而重生，最後消失 |
| 楊家盛 （童年） | 章世言 | Ivan 原名張小軍 魔術師、「星期三連環殺手」 生日：1972年3月15日 章建國之子 聲稱自己為章世婷同父異母之兄，於第17集反目，於第22集和好 李楚蕎之男友，於第17集分手，第25集和好 與靳兆楠亦師亦友，第22集反目成仇 呂詠儀之僱主，於第20集与其发生一夜情并成為其男友，於第21集分手，后和好 25年前，在章建國的強逼下協助綁架靳芷縈 杀害天叔、Eric、Michelle、Martin、Edwin、金學禮、陳一奇、梁耀荣、莊鎮濤，並縱火焚燒Jekyll酒吧 於第10集Eric、Michelle、Martin、Edwin成為其心魔 於第17集Henry成為其良知 於第29集被靳兆楠以利器插死 於第30集通過靳兆楠代入角色而重生，最後消失 |
| 陳茵媺          | 章世婷 | Natalie、婷（章世言專用） 原名章小梅 樹藝師 章世言之養妹，但被章世言聲稱為其同父異母之妺，于第17集反目兼離家出走，于第22集和好并返家 金學禮之女友，後分手 患有幽閉恐懼症 小時候因大病而失去4歲前的記憶 于第20集被靳兆楠、莫麗馨懷疑為靳芷縈，並在靳兆楠夢境中以靳芷縈的身份出現 于第27集假冒靳芷縈，並與靳兆楠、莫麗馨相認，于第29集道出假冒真相 |

### 李家
| 演員   | 角色   | 背景 |
| 馬海倫 | 麥艷瓊 | 李楚仁、李楚蕎、李楚文之母 |
| 邵卓堯 | 李楚仁 | 麥艷瓊之子 李楚蕎、李楚文之兄 |
| 沈可欣 | 張潔玉 | 李楚仁之妻 |
| 邵美琪 | 李楚蕎 | Esther 「星期三連環殺手」 鼎潤集團公關部經理 章世言之女友，於第17集分手，第25集和好 麥艷瓊之女、李楚仁之妹、李楚文之姊 3年前被岑志聰綁架，鋸去左前臂後裝上義肢 杀害林家安、江承宇、楊俊一 於第22集成為靳兆楠之女友 於第25集自首，並在羈留所自殺身亡 於第30集以靳兆楠的人性重現，並喚醒無法抽離章世言角色的靳兆楠 |
| 張景淳 | 李楚文 | Man 麥艷瓊之子 李楚仁、李楚蕎之弟 空善文之男友 |
| 劉彥夆 | 傑     | 李楚仁、張潔玉之子 |

### 陳家
| 演員   | 角色   | 背景 |
| 洋     | 陳一奇 | Steve 牙醫、音樂愛好者 莫麗馨之夫 陳卓鈞之父 靳兆楠之好友 於第26集被章世言誤以為他是靳兆楠而被勒死               |
| 陳秀珠 | 莫麗馨 | Angela 陳一奇之妻 靳兆楠之前妻、經理人 陳卓鈞、靳芷縈之母 于第20集開始懷疑章世婷實為靳芷縈，于第27集與章世婷相認 |
| 黃得生 | 陳卓鈞 | Will 陳一奇、莫麗馨之子 靳兆楠之誼子 靳芷縈同母異父之弟 曾一度喜歡章世婷                                         |

### Jekyll酒吧
| 演員   | 角色     | 背景 |
| 黃德斌 | Eric     | 酒吧老闆 Michelle之男友 章世言之兒時好友 於第5集擲酒瓶殺死Henry 於第9集被章世言發難殺死 於第10集成為章世言的心魔，代表邪惡 |
| 簡慕華 | Michelle | 酒吧客人 Eric之女友 追求章世言 於第9集被章世言發難殺死 於第10集以章世言的色慾重生                                          |
| 何啟南 | Martin   | 酒吧客人 於第9集被章世言發難殺死 於第10集以章世言的暴力心魔重生 於第15集操控章世言勒死金學禮                               |
| 李霖恩 | Edwin    | 調酒師 於第9集被章世言發難殺死 於第10集以章世言的陰險心魔重生                                                              |
| 戴耀明 | Henry    | 侍應 於第5集被Eric以酒瓶擲中後腦殺死 在第17集以章世言的良知重生                                                            |

### 警察
| 演員   | 角色     | 背景 |
| 曾守明 | 蘇照宏   | 蘇Sir 總警司 林家安、江承宇、黃健豪、劉鎮威之上司 |
| 布偉傑 | 林家安   | 林Sir 高級警司 蘇照宏之下屬 江承宇、黃健豪、劉鎮威之上司 於第19集被李楚蕎勒死 |
| 楊 明  | 江承宇   | Jasper、江Sir 高級督察，于第23集被停職 倫慧晴之男友 林家安之下屬 黃健豪、劉鎮威之上司 協助靳兆楠調查靳芷縈下落，實質上利用靳兆楠，於第20集放棄利用 槍殺楊志堅、曾立志 於第23集模仿岑志聰鋸去李楚蕎的假手，作進一步威脅時被李楚蕎捅傷及勒死，于第24集部分尸骸被煮熟餵狗 |
| 張達倫 | 黃健豪   | 阿豪（江承宇、劉鎮威專用）、黃Sir 警察，于第24集起升任為高級督察 江承宇之下屬，後反目 靳兆楠之好友 暗戀倫慧晴 劉鎮威之同事，于第24集起為其上司 |
| 楊證樺 | 劉鎮威   | 阿威（江承宇、黃健豪專用）、劉Sir 警察 江承宇之下屬 黃健豪之同事，于第24集起為其下屬 |
| 羅泳嫻 | 倫慧晴   | Charlie 妓女，實為警察臥底 江承宇之女友 靳芷縈之舊同學兼好友 黃健豪之暗戀對象 於第5集被楊志堅用利刀刺死 |
| 高俊文 | 王Sir    | 警察 |
| 劉天龍 | 軍裝警察 | |
| 黃梓瑋 | 軍裝警察 | |
| 趙樂賢 | CID      | 江承宇之下屬，後為黃健豪下屬 |
| 何慶輝 | CID      | |
| 杜港   | CID      | |
| 謝卓言 | CID      | |
| 賀文傑 | CID      | |

### 劇團
| 演員   | 角色     | 背景                                                                         |
| 蔣志光 | 莊鎮滔   | 莊導、John 舞台劇導演 靳兆楠之好友 年輕時為靳兆楠之學生 于第29集被章世言杀死 |
| 鄭少秋 | 靳兆楠   | 阿靳 舞台劇演員 參見靳家                                                     |
| 李啟傑 | 峰       | 舞台劇演員                                                                   |
| 何偉業 | 業       | 舞台劇演員                                                                   |
| 廖麗麗 | 妙       | 舞台劇演員                                                                   |
| 陳安瑩 | 嫻       | 舞台劇演員                                                                   |
| 陳宛蔚 | 君       | 舞台劇演員                                                                   |
| 劉桂芳 | 詩       | 舞台劇演員                                                                   |
| 蔡康年 | 基       | 後台工作人員                                                                 |
| 黎桐康 | Anson    | 後台工作人員                                                                 |
| 曾琬莎 | Margaret | 後台工作人員                                                                 |
| 倫紫玄 | Iris     | 後台工作人員                                                                 |

### 園藝公司
| 演員   | 角色   | 背景                    |
| 陳茵媺 | 章世婷 | Natalie 樹藝師 參見章家 |
| 黃子恒 | 輝哥   | 樹藝師                  |
| 楊潮凱 | Alex   | 樹藝師                  |
| 李海生 | 華     | 園藝公司職員            |

### 其他演員
| 演員       | 角色         | 背景 |
| 趙希洛     | 呂詠儀       | Kelly 魔術表演助手 章世言之助手，第21集辭職，第28集復職 暗恋章世言，於第20集與章世言發生一夜情，後成為其女友，于第21集分手，后和好 於第27至28集安排章世言到美國參加魔術大賽 |
| 徐榮       | 岑志聰       | 變態殺手 於第1集（3年前）鋸去李楚蕎的左前臂，後自刎身亡 |
| 劉丹       | 陸秉清       | 38年前被裁定謀殺妻子而被判死刑，獲特赦改判終身監禁，4年前假釋出獄 堅稱自己無辜 於第5集企圖殺害楊志堅未遂，後被捕                                                            |
| 沈震軒     | 金學禮       | Jerry 西餅師傅 章世婷之男友，後分手 於第15集纏擾章世婷引致其幽闭恐惧症发作，被警方控告后，最後騷擾章世言，被化為Martin的章世言勒死                                          |
| 余子明     | 鄭淵         | 電台DJ，主持歷史節目 靳兆楠之好友 |
| 游飈       | 黎鼎輝       | 鼎爺 音響器材店店主、音樂愛好者 靳兆楠之好友 |
| 黎彼得     | 廖永成       | 火鍋店店主 靳兆楠之好友、森之上司 |
| 陳狄克     | 梁耀榮       | 細榮 的士司機 靳兆楠之好友 於第28集被章世言殺死 |
| 李家鼎     | 楊志堅       | 堅爺 毒販 38年前將陸秉清妻子棄屍荒野，間接令陸秉清被視為殺妻兇手 於第5集用利刀刺死倫慧晴，隨即被江承宇槍殺                                                                  |
| 鄭家生     |              | 銀行劫匪 於第11集被逮捕 |
|            | 梁根         | 梁伯 綁匪 當年參與綁架靳芷縈 於第11集因為病魔纏身而寫下懺悔信給靳兆楠，最後在醫院頂樓自殺，實為章世言將其逼死                                                               |
| 楊英偉     | 曾立志       | 無業者 禁錮靳兆楠 於第9集被視為危險人物，隨後被江承宇槍殺 |
| 陳勉良     | 程信全       | 全叔 私家偵探，受靳兆楠所託調查靳芷縈下落 患有肝癌，於第1集病逝 |
| 陳念君     | -            | 程信全之女 |
| 陳建文     | Patrick      | 陶藝室東主 於第28集被章世言襲擊 |
| 周寶霖     | Joey         | 李楚蕎之朋友 |
| 吳幸美     | Flora        | 牙科護士 陳一奇之下屬 |
| 麥皓兒     | Cindy        | 牙科護士 陳一奇之下屬 |
| 鄭恕峰     | 老徐         | 集團主席 |
| Joe Junior | Brian        | 集團主席 |
| 區靄玲     |              | 集團主席 |
| 羅鈞滿     | 和仔         | 章世言之學生 暗恋章世婷 |
| 李興華     | Frank        | 章世言之學生 |
| 王德基     | Benson       | 章世言之學生 |
| 羅天宇     |              | 章世言之學生 |
| 柯嵐       |              | 章世言之學生 |
| 劉秉賓     |              | 章世言之學生 |
| 尹詩沛     |              | 章世言之學生 |
| 丁樂鍶     | Sandy        | 章世言之學生，第25集開始為其新魔術表演助手 於第30集擔任靳兆楠的魔術表演助手 章世婷之大學師妹                                                                                |
| 招石文     | 天叔         | 章世言之同鄕 於第2集被章世言勒死，并毁尸灭迹 |
| 黃文標     | 成           | 楊志堅手下 |
| 江富強     | 楊志堅手下   | |
| 彭比得     | 森           | 火鍋店經理 廖永成之下屬 |
| 麥嘉倫     | 法醫         | |
| 裘卓能     | 法證         | |
| 葉暐       | 茶餐廳伙計   | |
| 鄭家俊     | 學生         | |
| 許碧姬     | 婆婆         | |
| 周家怡     | 電視台主持   | 第2集及第30集 |
| 游莨維     | 電視台主持   | 第2集及第30集 |
| 何俊軒     | 電視台藝員   | |
| 李善恆     | 電視台藝員   | |
| 魏焌皓     | 電視台藝員   | |
| 溫家偉     | 電視台藝員   | |
| 王東泰     | 電視台PA     | |
| 莊迪生     | 便利店店員   | |
| 陳蔚而     | 妓女         | |
| 何婷恩     | 妓女         | |
| 日伽       | 妓女         | |
| 阮兒       | 妓女         | |
| 李君妍     | 護士         | |
| 謝靜婷     | 護士         | |
| 曾愛媚     | 護士         | |
| 孫慧雪     | 酒客         | |
| 謝珊珊     | 酒客         | |
| 林婉霞     | 酒客         | |
| 周麗欣     | 酒客         | |
| 劉俐       | 酒客         | |
| 沈愛琳     | 酒客         | |
| 范彩兒     | 酒客         | JoJo |
| 陳堃       | 酒客         | |
| 呂熙       | 酒客         | |
| 鄭子揚     | 酒客         | |
| 黃耀煌     | 酒客         | |
| 鄭世豪     | DJ           | |
| 梁珈詠     | 記者         | |
| 馬貫東     | 記者         | |
| 關浩揚     | 記者         | |
| 蕭凱欣     | 記者         | |
| 羅天池     | 酒保         | |
| 陳佩思     | 主持         | |
| 杜大偉     | 主持         | |
| 江梓瑋     | 商場保安經理 | |
| 傅劍虹     | Cyrus        | 莫麗馨之下屬 |
| 單俊偉     | 急症室醫生   | |
| 王淑玲     | 銀行職員     | |
| 李穎芝     | 社工         | |
| 王致迪     | 病人         | |
| 潘宗揚     | 病人         | |
| 沈愛琳     | 病人         | |
| 方紹聰     | 攝影師助手   | |
| 何君誠     | 攝影師助手   | |
| 石天欣     | 學生妹       | 在便利店高買 |
| 岑寶兒     | 艷女         | 與章世言發生一夜情 |
| 周家蔚     | 艷女         | 與章世言發生一夜情 |
| 詹小玲     | 司機         | 岑寶兒之男友 與章世言爭執 |
| 曾敏       | 空善文       | Jolie 李楚文之女友 |
| 陸駿光     | 食人疑犯     | |
| 鍾鈺精     | 秘書         | 李楚蕎之下屬 |
| 顏桂洲     | 公司高層     | 李楚蕎之上司 |
| 司徒暉     | 公司高層     | 李楚蕎之上司 |
| 高爾珩     | 三姨婆       | |
| 阮毅雄     | 的士司機     | 梁耀榮之同行 |
| 姚浩政     | Stanley      | 李楚蕎之下屬 喜歡李楚蕎 |
| 曾健明     | 蕎老闆       | 李楚蕎之老闆 |
| 陳志健     | 經紀         | |
| 易智遠     | 歐陽先生     | 老闆 |
| 王維德     | 楊俊一       | Michael 同性戀者 被李楚蕎勒死并嫁禍為「星期三連環殺手」 |

## 劇中重要元素

### 靳兆楠代入角色
靳兆楠 (鄭少秋飾) 在舞台劇演出很多角色，種類各有不同。多年的舞台劇經驗，令他能透過「方法演技」代入角色，模仿其行為，從而推敲一個人的心理、看破一個人的思想。
在第2至5集，靳兆楠代入陸秉清 (劉丹飾) ，推敲陸秉清究竟有沒有殺掉他自己的妻子，可是失敗收場，陸秉清沒有殺害自己的妻子，後果不僅是令陸秉清發瘋，更導致臥底警察倫慧晴殉職。靳兆楠為此感到極度自責，遂繼承倫慧晴的遺志，以方法演技協助警方調查案件。這種調查方式，高級督察江承宇評價為「嶄新」，後來江承宇更利用靳兆楠的這種技能調查案件。
在第9集，靳兆楠代入曾立志 (楊英偉飾) ，推敲出他沒有殺人動機，只想表達仇富情緒，以及他充滿矛盾的角色。可惜，靳兆楠因代入陸秉清失敗而猶豫，而這一次的猶豫導致曾立志被槍殺。靳兆楠為此再一次感到悔疚不已。
在第11集，靳兆楠代入梁根，推敲其當時的心情，最後得知梁根真的跳樓自殺。但實際上，梁根留下的遺書是由章世言所偽造，以便令靳內疚並對追尋女兒一事死心。靳無法察覺這點說明了如果靳揣摩角色所用的「劇本」(如遺書、個人物件、身世等)是有問題的話，被創造出來的角色以及其他推測出來的行為也會有同樣問題。其後在揣摩人格分裂的章世言時，便因過份代入複雜的角色而無法抽離。
在第17集，靳兆楠代入金學禮；在第18集，他代入楊俊一，到同志吧，卻被傳媒大做文章，認定為同性戀，結果靳兆楠喝醉後矇頭大睡至下午6時，最後更突然發難，幾乎殺人。
在第26至30集，靳兆楠代入章世言 (陳豪飾) ，Eric、Michelle、Martin、Edwin及Henry在他面前出現，他預見章世言打算殺害自己的好友以作報復，要令他一無所有。結果靳兆楠無法抽離角色而迷失自我，在第29集到莫麗馨 (陳秀珠飾) 家中搗亂，並和真正的章世言於李楚蕎 (邵美琪飾) 家中大打出手，終為救章世婷把章世言刺死。靳兆楠在第30集（大結局）嘗試表演亡命逃脫魔術，失敗收場，幸得到李楚蕎喚醒，終於尋回自我及放下執著，對女兒靳芷縈亦真正釋懷。可是，靳兆楠生死未卜。

### 解讀Jekyll酒吧
Jekyll酒吧可謂章世言的良知和心魔交戰的場地。此酒吧在第9集被章世言縱火血洗，最後爆炸焚毀；但由第10集開始，酒吧成為了章世言的內心世界。
劇集裡的酒吧名稱「Jekyll」借用蘇格蘭小說作家羅伯特·路易斯·史蒂文森一部關於多重人格 的中篇小說《化身博士》（Strange Case of Dr Jekyll and Mr Hyde）主角名稱。在這部小說原著裡，講述了傑克醫生喝了一種試驗藥劑之後，會於夜晚化身邪惡的海德先生四處作惡。這使得Jekyll這個名詞成為了解離性人格疾患的代名詞。

### 章世言心魔交戰
Jekyll酒吧老闆兼章世言 (陳　豪飾) 兒時好友Eric (黃德斌飾) 、酒吧調酒師Edwin (李霖恩飾) ，以及酒吧客人Martin (何啟南飾) 和Michelle (簡慕華飾) 由第10集開始，形象化地分別代表章世言的邪惡、陰險、暴力及色慾4個心魔；侍應Henry (戴耀明飾) 則由第17集起，成為章世言形象化的良知。
在第5集，Eric突然擲酒樽殺害Henry，代表章世言良知被邪惡埋沒；第9集，章世言展開「血的報復」，先後殺掉Michelle、Edwin、Martin及Eric，並在Jekyll酒吧縱火，血洗及火燒酒吧的行為表示章世言與他的心魔激烈交戰，及他對戰勝心魔的渴望。可是，Eric在該集末段致電章世言，表示他的心魔其實沒被消滅，而仍然藏在他的心裏；章世言在第10集想起Jekyll酒吧，隨後到被焚毀的酒吧裏，更幻想到4人重生，他再一次墮進心魔的誘惑之中，這4人從此成為章世言形象化後的心魔，酒吧亦化為他的內心世界。
由第12集開始，當章世言被心魔控制時，他整個人就會化成相應的心魔。在第15集，章世言被Martin操控之下，勒死金學禮。
在第17集，章世言以為在Jekyll酒吧看到的是那4個心魔，誰知他看到的是重生後的Henry。Henry告誡章世言，不要再和4個心魔見面，但4個心魔之後數集又再出現。
在2012年6月11日的《今日VIP》節目裡，受訪嘉賓黃德斌及簡慕華確認了他們在劇中扮演的角色（Eric、Michelle）代表章世言的心魔，並笑言其實他們亦是劇集監製戚其義的分身。

### 靳芷縈下落不明
靳兆楠女兒靳芷縈的下落是此劇的其中一條主線。靳芷縈在25年前被章建國及章世言綁架，此後下落不明。25年來，靳兆楠堅信女兒仍在人間，堅持尋找靳芷縈，這種放不下的執著更導致他與莫麗馨離婚收場。直至第14集，靳兆楠在章世言的誤導下，以為自己3年前錯過一重要線索（章世言學習表演魔術時接觸到的醫院絕症老人梁根筆跡，冒充梁根向靳兆楠寫悔過書，梁根後被章世言逼死），絕望下放棄尋找靳芷縈，表面上無奈地接受靳芷縈已被殺死的事實，但實際上仍放不下執著。
在官方網頁，章世言妹章世婷 (陳茵媺飾) 的資料中，有「逐步揭開婷真正身份的序幕」，加上在劇集初段，章世言千方百計避免章世婷（以及章世言自身）接觸靳兆楠，曾令觀眾相信章世婷就是靳芷縈，而在第8集亦證實，章世婷的身世由章世言隨便編造；在第27集，章世婷以靳芷縈的身份和莫麗馨及靳兆楠相認，但在第28集，章世婷告訴章世言，自己向靳兆楠、莫麗馨說謊，而這謊話「要說一輩子」，已揭發章世婷為救章世言而假冒靳芷縈；在第29集，章世婷為喚醒代入並無法抽離章世言角色的靳兆楠，在真正的章世言指示下說出假冒靳芷縈的事實，章世言更指靳芷縈已被撕票（被殺死），結果導致靳兆楠發瘋：「你們說謊！」並和章世言大打出手。
經過第30集李楚蕎的喚醒後，靳兆楠終於真正放下對靳芷縈的執著。

## 片尾沙畫
每集結尾會播出沙畫師海潮製作沙畫的片段，並配上不同角色道出感想的旁白。這些沙畫片段均收錄在官方網站上，題為《浮沙沉影》。
| 集數 | 主題 | 沙畫內容 | 旁白 | 角色 （演員）     |
| ---- | ---- | --- | --- | ----------------- |
| 1    | 清洗 | 天使伸手仰望著高掛太陽的天空，其後四周化為與外界隔絕的牢獄，上方生出一朵花。                                                             | 「塞翁失馬，焉知非福」只不過是那些逃避現實的人用來安慰自己的廢話。沒有了就是沒有了，沒有了的東西不會再出現，上天不會因為你失去重要的東西而特別眷顧你。 | 岑志聰 （徐榮）   |
| 2    | 陰影 | 人類被帶進玷污的空間，成為了滴血利刃上的痕跡。在其面前站著一位天使，用其羽翼為人類掩飾罪孽。                                             | 我不知道，也不想理會殺人是否正確；我只知道如果不把骯髒的東西清除，我這輩子就無法過得乾乾淨淨。 | 章世言 （陳 豪）  |
| 3    | 堅持 | 炙熱的沙漠中出現不死的幼苗，有人築起高長的樓梯向上行走，欣賞幼苗後來開出的花。                                                           | 有人說在沙漠不可能種花，但這個世界上，仍然有人去堅持、去灌溉、去相信有可能，因為開花的原因，並不在乎有沒有水，而是在乎你有沒有一份執著的信念。 | 章世婷 （陳茵媺） |
| 4    | 執悟 | 在荒漠的深洞中，大人的手正要抓住孩子的手。                                                                                               | 時間可以沖淡一切，但如果你對一個人的思念，深厚得連時間亦無法沖淡，那對方就是全世界最幸福的人，但你......就是全世界最悲哀的人。 | 靳兆楠 （鄭少秋） |
| 5    | 回歸 | 在暗黑的地方，一瞬間所有建築物被掃走，僅餘下一個兒時遊戲「跳飛機」，殘留在伏地者的陰影之中。                                             | 如果這個世界是有因果報應，那我相信的是塵歸塵、土歸土。這個世界本來就是無中生有，殺人只是一個從有回歸到無的過程。我的腦海又聽到那句歌詞了：「Each man kills the thing he loves, dadada dadadada......」 | Eric （黃德斌）   |
| 6    | 緣分 | 女孩張開手臂環抱大樹，男孩在遠處默默看著她。                                                                                             | 有些人千方百計去逃避一種緣分，有些人尋尋覓覓企圖去挽回；但緣分這回事根本是得失不由人，因為上天最愛用緣分來跟人開玩笑。 | 章世言 （陳 豪）  |
| 7    | 戀愛 | 無盡的漩渦成就了一朵仿如陽光的玫瑰，代表兩人幸福的愛情，最後化作閃耀的鑽石。誰知鑽石的背後，卻隱藏著一具在露齒微笑，披著白色斗篷的骷髏。 | 愛情令一個人完整，聽起來好像是老生常談。其實當認定身邊人是你的另一半時，這樣去看世界才會完美。 | 李楚蕎 （邵美琪） |
| 8    | 信念 | 人因為給美麗的花朵吸引著而拿著它，但結果與之一同被手扣鎖上，最終雙雙埋沒於泥沙之中，只餘下一棵枯苗。                                     | 這個世界，好人不一定有好報，壞人也未必有惡果，但人始終相信命運。常有人說：「不要靠天，要靠自己，這樣才會有希望。」但如果這個希望是假的，如此這個所謂的希望，倒不如從來沒有出現過，那便不會有失望。 | 章世言 （陳 豪）  |
| 9    | 死結 | 蜘蛛意圖用陽光般的結網掩蓋黑暗，但後方就是捕食牠的小鳥。                                                                                 | 每個人都想做好人，但是有多少人可以做得到？為何每次我決定要做一件好事，去彌補我過去做過的一件錯事時，上天總是用不同的方法告訴我：「無論我做什麼也好，原來都於事無補」？ | 章世言 （陳 豪）  |
| 10   | 祕密 | 聳立高處的門被封閉，以重重封條隔絕外界，留下一座有護城河的城堡，最後一切都被毀滅。                                                       | 每個人心裡面，都有不能讓人觸碰的地方，我們稱之為秘密。在自我保護的意識下，秘密會被壓抑、扭曲、遺忘；但當這種意識崩潰的時候，人的情緒會被牽動──妒忌、執著、暴力，一切將會一發不可收拾。 | 章世婷 （陳茵媺） |
| 11   | 騙局 | 女人看著魔鏡，卻被毒蛇纏繞、反噬。 | 這個世界，並非你我心目中想的那麼完美，它根本就是由一個又一個的謊話堆砌出來。如果相信一個謊言，會令我自我感覺良好的話，那就騙自己一生一世，或許也是一種幸福。 | 章世言 （陳 豪）  |
| 12   | 面對 | 根部藏在泥土之下，幼苗茁壯成長、小樹長成粗壯的大樹。樹蔭下，女孩把手伸向大樹。                                                           | 一個女人，為了表示自己堅強的個性，常常將心裡所有不開心的事隱藏。其實能夠面對自己的軟弱，或許才是真正的堅強。 | 李楚蕎 （邵美琪） |
| 13   | 守望 | 在波濤洶湧的大海中，一座燈塔在島上矗立；有一人嘗試把船划到燈塔，揮手求援。                                                               | 「有信念，就有希望；有希望，就會夢想成真。」你相信嗎？你知不知道甚麼叫「期望越大，失望越大」？如果這個世界所有人，只要有希望，就能夢想成真的話，那麼人世間的痛苦，又從何而來呢？ | 章世言 （陳 豪）  |
| 14   | 抉擇 | 一張照片，引申一堆回憶。照片上，兩人相對而坐及下棋，一個中國象棋棋盤出現。老鷹從高空俯衝，準備啄食張口伸舌的蛇。                         | 這麼多年來，很多人勸過我放手，日子就會好過得多。道理我明白，但是要做到，又談何容易？我一個人放下執著，就全世界都好過，這麼多年來，是做對還是做錯呢？ | 靳兆楠 （鄭少秋） |
| 15   | 勝天 | 人在水底遇溺，生命瀕危之際，被一個大氣泡包圍，得以保命。                                                                                 | 有一句話叫「人算不如天算」。說這句話的人，只是因為他對自己做人的本事，根本沒有信心。我就相信「人定勝天」。人生中怎可能沒有低潮的時候？只要你在逆境沉著應付，永不言敗，就一定可以絕處逢生。 | 章世言 （陳 豪）  |
| 16   | 找我 | 天鵝低頭看著浮在水面的人，身後飛著漫天群鳥。                                                                                             | 世界上最令人失望的事，是你以為你很了解一個人，但在某一天，你才發現你從來沒有認識過他。 | 章世婷 （陳茵媺） |
| 16   | 找我 | 天鵝低頭看著浮在水面的人，身後飛著漫天群鳥。                                                                                             | 而更令人失望的，是你發現這個你從來都沒有了解過的人，原來就是你自己。 | 章世言 （陳 豪）  |
| 17   | 迎救 | 火光熊熊，火屑漫天；人站在遠處，看著火勢蔓延，越燒越猛烈。                                                                               | 我看見火，首先起火的是森林裏面的一間小屋。看著火光，我希望自己是一場雨，可以把火澆熄；但無奈我只是天上的一抹煙霞，看著這場火無止境地燒下去，把整個森林燒光為止。 | 李楚蕎 （邵美琪） |
| 18   | 本惡 | 在地上躺著的人，其肚子上，有一骷髏頭肆意地燃燒著。蝙蝠飛向人，想一窺究竟。                                                               | 要窺視一個人的內心世界，就像一次冒險旅程，因為每一個人，無論他有多真善，他的內心深處往往是漆黑一片。 | 靳兆楠 （鄭少秋） |
| 19   | 真假 | 水滴泛起漣漪。水滴幻化人的五官輪廓，人閉著雙眼，最後變成骷髏頭。骷髏原本空洞無物的眼窩，忽然多了一對眼睛。                               | 世事的真假重要嗎？掩飾本來就是人的天性；真真假假，又有誰來分辨呢？有些事，你永遠都不會知道真相，就永遠都不會受到傷害。所以世事的真假，本來就不重要。 | 章世言 （陳 豪）  |
| 20   | 驚夢 | 在扭曲的空間，蝴蝶破繭而出之際，掉下碎片。床上的人把雙手伸向蝴蝶。                                                                       | 以前，我希望我夢中的女兒可以在現實中，跟我一起生活；但現在，現實中的她走進我的夢中，我又覺得這個夢太真實。我開始懷疑、奇怪、混淆，到底甚麼時候是夢、甚麼時候是真實的生活？ | 靳兆楠 （鄭少秋） |
| 21   | 面具 | 在變色龍身後，站著一個戴眼鏡的男人。 | 動物世界最擅長偽裝的是八爪魚，比變色龍還要狠，但牠們始終比不上人類──人類為了利益，隱藏自己的真本性，到最後連自己都不認得自己。這種埋沒良心的本領，其他動物做得到嗎？ | 李楚蕎 （邵美琪） |
| 22   | 犧牲 | 男人站在海中，抱著中箭重傷的女人，仰天長嘯。                                                                                             | 生命最重要的價值是愛，表現愛最偉大的方式是犧牲──正因為有人願意為他人犧牲性命，愛才能流傳下去。 | 李楚蕎 （邵美琪） |
| 23   | 藉口 | 人的手伸向浸在腐液裏的刀。 | 人天生就是雜食動物。各種巧妙的廚藝，餐桌上各種進食的規範，一切都只是為了掩飾──要我們忘記食物本來也有它的生命；但我們吃不飽就不能生存，那麼其他的生命，我們為甚麼要管？ | 李楚蕎 （邵美琪） |
| 24   | 變臉 | 戴面具的男人低頭看著手中另一副面具。 | 我們每個人的心中，都有一張又一張不同的臉，所以每個人臉上的面具，都不一定是假的。此刻我臉上正掛著什麼呢？這個真的是我內心的一部分嗎？為甚麼我的內心，竟然會有這麼一個模樣？ | 李楚蕎 （邵美琪） |
| 25   | 宿命 | 閃著光芒的天使，腳下便是眼神淩厲的惡魔。                                                                                                 | 黑和白之間，總有個灰色地帶，它比黑白兩邊更加要廣，更加能夠包容，我們絕大部份的人就生活在其中。所以，沒有人可以是永遠的好人，或者是壞人。這就是人世，這就是你和我的宿命。 | 章世言 （陳 豪）  |
| 26   | 審判 | 跪在地上的男人，身後有一隻恐龍掠過。 | 人心天生就偏向一邊。因為這個緣故，我們對事、對人的判斷，從來就不可能做到公正、公平。善惡正邪、黑白是非，誰能準確判斷？ | 靳兆楠 （鄭少秋） |
| 27   | 沉溺 | 人手上拿著酒杯，香氣飄逸；酒杯掉地破碎，人的手卻仍觸碰著它。                                                                             | 謊言和喝酒一樣，當你習慣了喝醉後的飄然，你會願意醉下去；當你相信謊話的甜蜜之後，你就不再願意去了解事情的真相，情願被它騙下去。 | 章世婷 （陳茵媺） |
| 28   | 卸下 | 烈日當空的沙漠下，有一個人在走路；背後留有一條足跡。                                                                                     | 我曾經以為，我會為我做過的錯事內疚一生一世；但我錯了，我忘了人是會累的。內疚本來就是最令人疲累的事，我想已經夠了。 | 章世言 （陳 豪）  |
| 29   | 夢魘 | 有一個漩渦，盡頭是一隻蝴蝶；有人在漩渦中張開雙手，身後捲起一陣風沙。                                                                     | 如果清醒只會令人痛苦，那為甚麼不讓人家只是留在夢中？如果生存目標已經失去，為甚麼不可以在夢中尋回？如果夢中是一個充滿希望的世界，為甚麼我還要醒來？ | 靳兆楠 （鄭少秋） |
| 30   | 結局 | 海上出現一道天梯，天上有光照射下來；有翼的人在梯上伸手向天，海上有一骷髏頭注視。                                                         | 那麼就讓我由頭到尾向你說一次，並且答應你一路上將會風平浪靜，更可以趕上你的船隊。愛麗兒，這件事就拜託你了。以後你就可以自由自在，在天空翱翔。我心靈上的枷鎖已經解脫。天神，你就為我吹一口和風，讓我們的船可以鼓滿帆篷。慈悲的神明，早已赦免可憐萬民的過失。你們的罪過，沒有人追究；你們的寬大，也給我自由。(出自莎士比亞《暴風雨》) | 靳兆楠 （鄭少秋） |

## 迴響

### 觀眾意見
本劇承繼電視劇《天與地》創作班底，以懸疑追凶手法描述人性的沉淪，探討人類的真善美，有指是無綫電視劇集中非主流的題材。播出以後，觀眾反應繼《天與地》後再度呈現兩極化，有傳統的家庭觀眾認為懸疑劇情難以理解，更因難以接受殺人劇情，因此放棄追看；但有大量網民支持，更把此劇和《天與地》相提並論。在本劇播出一周後，通訊事務管理局共收到92宗市民投訴，無綫則收到共11宗類似投訴。雖然第2周劇情較為平淡，投訴相應大幅下降，通訊局接到13宗投訴，不過收視亦隨之急跌3點，流失逾19.2萬觀眾，平均收視24點，觀眾人數逾153萬。不少家庭觀眾指出劇情複雜難明，不過仍有大批網民力撐，說劇情有深度值得深思，大讚鄭少秋、陳豪和邵美琪等人演技出色。
另一方面，亦有不少網上評論指出，本作在「沉淪」的話題上有一定深度，敢於創新，對比過去無綫的製作花上更多心機，尤其以每集均以沙畫藝術家海潮所繪製的沙畫，配合劇中人物的心聲作結，無綫收到3宗讚揚指劇集反映人性、製作用心、大膽創新。雖然有指此劇含有暗喻，但無綫和劇集創作班底均否認，並對創作原意被扭曲感到遺憾。
另外，章世言的心魔和靳兆楠代入角色、模仿疑犯行為的劇情均被指抄襲電影《神探》，而該劇編審周旭明亦承認此劇是有少許抄襲《神探》。

### 影響股市
本劇宣傳片於5月初首播，恰巧遇上法國總統選舉和希臘國會選舉令全球股市波動，恒生指數急瀉，一度失守作為市場長線預測的250天平均線，並在十數天內下跌近2000點。5月21日首播當日，美股在鄭少秋剛登場時，亦出現一定的異動，故不少市民和傳媒都認為「丁蟹效應」再一次應驗。較引人注目的是，鄭少秋在劇中曾聲嘶力竭地說了一句「震撼穹蒼」，有指隱藏著「震倉」的意思。
另外，章世言（陳豪）在第11集推測股市成功，有指這隨時引發新的股市效應──「章世言效應」。

### 開放式結局

#### 靳兆楠生死未卜
靳兆楠在第30集大結局嘗試表演亡命逃脫魔術，失敗收場，幸得到李楚蕎喚醒，終於尋回自我及放下執著，對女兒靳芷縈亦真正釋懷。可是，靳兆楠生死未卜。而結局末段有一個舞台劇──莎士比亞的《暴風雨》，鏡頭雖然拍攝化妝室，但是一眾演員在台上表演的聲音清楚聽到，隨後更出現靳兆楠的聲音和轉換音樂。
有意見指，片末出現靳兆楠的聲音，是透過另類手法（暗場、畫外音等）的使用，間接交代他生還，並重返舞台；亦有意見指，該集片尾沙畫暗示靳兆楠身亡，而且無法證明該舞台劇是何時上演。另外亦有指，舞台劇中的愛麗兒是比喻靳芷縈或莫麗馨。
靳兆楠的下場，以及舞台劇和沙畫的意思，每人都有不同的理解，但可以肯定的是，靳兆楠最終也得到解脫，放下心靈上的枷鎖。

#### 章世婷身世、靳芷縈下落
章世婷的身世在第8集證實由章世言隨便編造，而劇情多次令觀眾相信章世婷是靳芷縈。在第27集，章世婷以靳芷縈的身份和莫麗馨及靳兆楠相認，但在第28集，章世婷告訴章世言，自己向靳兆楠、莫麗馨說謊，而這謊話「要說一輩子」；在第29集，章世婷說出假冒靳芷縈的事實，章世言更指靳芷縈已被撕票（被殺死），最後兩人大打出手，在章世言想殺幫靳兆楠的章世婷時被靳兆楠用刀捅死，在斷氣前章世言對靳兆楠說：「你這一輩子，都不會知道你的女兒在哪裏了......」這句話令觀眾不禁認為章世言暗示靳芷縈其實仍然在生。
章世婷是否靳芷縈，以及靳芷縈的下落，仍是不解之謎。有部份觀眾堅信章世婷就是靳芷縈，並認為章世言說謊；有部份觀眾相信章世言接受靳芷縈已死的事實。同樣地，這一部份亦由觀眾自行解讀。

## 記事
- 2010年9月21日：此劇於12:30在將軍澳電視廣播城一廠灰位舉行試造型記者會[9]。
- 2010年11月15日：此劇於16:00在將軍澳電視廣播城十二廠舉行開鏡拜神儀式[10]。
- 2012年5月16日：此劇於15:00在賽馬會創意藝術中心舉行「揭開正邪對戰序幕」宣傳活動[11]。
- 2012年5月20日：此劇於14:00在尖沙咀The Mira舉行「摘下神秘面『沙』」宣傳活動[12]。
- 2012年6月2日：此劇於14:30在東港城舉行「與『魔』同行」宣傳活動[13]。
- 2013年6月5日：此劇被選為中華電信MOD數位電視第40頻道開台劇，於10:00在首播[14]。

## 軼事
- 此劇是鄭少秋時隔三年後再度為無綫電視拍攝的劇集，亦是他在無綫電視的告別作。
- 陳豪和陳茵媺在此劇中為養兄妹關係，現實中兩人為情侶關係，兩人於2013年結婚。
- 此劇由楊明飾演的「江承宇」一角與1992-1997年劇集《壹號皇庭系列》中陶大宇飾演的角色名字雷同。
- 此劇是周家怡在無綫電視的告別作。[15]

## 收視
以下為本劇於香港無綫電視翡翠台、高清翡翠台之收視紀錄：
| 週次 | 集數         | 日期                   | 平均收視 | 最高收視 |
| 1    | 1            | 2012年5月21日          | 28點     | 30點     |
| 1    | 1－5         | 2012年5月21日－5月25日 | 27點     | 30點     |
| 2    | 6－10        | 2012年5月28日－6月1日  | 24點     | 26點     |
| 3    | 11－15       | 2012年6月4日－6月8日   | 23點     | 26點     |
| 4    | 16－20       | 2012年6月11日－6月15日 | 24點     |          |
| 5    | 21－25       | 2012年6月18日－6月22日 | 25點     |          |
| 6    | 26－30       | 2012年6月25日－6月29日 | 25點     | 32點     |
| 6    | 30（大結局） | 2012年6月29日          | 28點     | 32點     |
| 全劇 | 全劇         | 全劇                   | 25點     | 32點     |

## 殊榮

### 獲得獎項
- MY AOD我的最愛頒獎典禮2012：
  - 我的最愛十五大電視角色：陳豪 飾 章世言
- YAHOO!搜尋人氣大獎2012：
  - 電視男藝人：陳豪
- 壹電視大獎2013：
  - 十大電視藝人：第九位-陳豪
  - 最有前途男藝人：沈震軒

### 提名獎項
- MY AOD我的最愛頒獎典禮2012：
  - 我的最愛電視男主角：陳豪 飾 章世言 （最後五強）
  - 我的最愛電視女主角：邵美琪 飾 李楚蕎
  - 我的最愛十五大電視角色：邵美琪 飾 李楚蕎
  - 我的最愛十五大電視角色：鄭少秋 飾 靳兆楠
  - 我的最愛電視男配角：黃德斌 飾 Eric （最後五強）
  - 我的最愛電視女配角：簡慕華 飾 Michelle
  - 我的最愛最具潛質男藝員：李霖恩 飾 Edwin
  - 我的最愛電視劇集：《心戰》
- 萬千星輝頒獎典禮2012：
  - 最佳女配角：簡慕華 飾 Michelle （最後十強）
  - 最佳劇集：《心戰》
- 壹電視大獎2013：
  - 十大電視節目：《心戰》
  - 十大電視藝人：鄭少秋
  - 十大電視藝人：邵美琪
  - 十大電視藝人：黃德斌
  - 十大電視藝人：陳茵媺
  - 最搶戲男配角：黃德斌
  - 最搶戲女配角：簡慕華

## 電視節目的變遷
| 香港無綫電視翡翠台、高清翡翠台 星期一至五 21:30-22:30 時段 | 香港無綫電視翡翠台、高清翡翠台 星期一至五 21:30-22:30 時段                                                                                           | 香港無綫電視翡翠台、高清翡翠台 星期一至五 21:30-22:30 時段 |
| ---------------------------------------------------------- | --- | ---------------------------------------------------------- |
|                                                            | 心戰 (2012.05.21 - 2012.06.29) |                                                            |
| 拳王 (第21-25集) (2012.05.14 - 2012.05.18)                 | 護花危情 (第1-4集) 星期一至四 (2012.07.02 - 2012.07.05) 衝呀！瘦薪兵團 (大結局) (香港首播版第20集，原裝版第20-21集) 星期五 (2012.07.06)(20:30-22:30) |                                                            |

| 臺灣TVBS歡樂台 星期一至五 19:00 - 20:00 | 臺灣TVBS歡樂台 星期一至五 19:00 - 20:00 | 臺灣TVBS歡樂台 星期一至五 19:00 - 20:00 |
| --------------------------------------- | --------------------------------------- | --------------------------------------- |
|                                         | 心戰 （2013.07.01 - 2013.08.09）        |                                         |
| 耀舞長安 （2012.05.20 - 2013.06.28）    | 神探高倫布 （2013.08.12 - 2013.09.16）  |                                         |

| 马来西亚Astro On Demand劇集首映 21:30－22:15 時段 | 马来西亚Astro On Demand劇集首映 21:30－22:15 時段 | 马来西亚Astro On Demand劇集首映 21:30－22:15 時段 |
| ------------------------------------------------- | ------------------------------------------------- | ------------------------------------------------- |
|                                                   | 心戰 （2012.05.21－2012.06.29）                   |                                                   |
| 拳王 （2012.04.16－2012.05.18）                   | 護花危情 （2012.07.02－2012.07.27）               |                                                   |

| TVBJ 20:30－21:30 時段          | TVBJ 20:30－21:30 時段              | TVBJ 20:30－21:30 時段 |
| ------------------------------- | ----------------------------------- | ---------------------- |
|                                 | 心戰 （2012.05.21－2012.06.29）     |                        |
| 拳王 （2012.04.16－2012.05.18） | 護花危情 （2012.07.02－2012.07.27） |                        |

| 美國 翡翠1台 17:20-18:30 時段 (西岸時間) | 美國 翡翠1台 17:20-18:30 時段 (西岸時間) | 美國 翡翠1台 17:20-18:30 時段 (西岸時間) |
| ---------------------------------------- | ---------------------------------------- | ---------------------------------------- |
|                                          | 心戰 （2012.05.21－2012.06.29）          |                                          |
| 拳王 （2012.04.16－2012.05.18）          | 護花危情 （2012.07.02－2012.07.27）      |                                          |

| 星和娱家戏剧台 劇集首映 星期一至五 21:00—22:00 時段 | 星和娱家戏剧台 劇集首映 星期一至五 21:00—22:00 時段 | 星和娱家戏剧台 劇集首映 星期一至五 21:00—22:00 時段 |
| --------------------------------------------------- | --------------------------------------------------- | --------------------------------------------------- |
|                                                     | 心戰 （2012.12.11 — 2013.01.21） NC16 成人题材      |                                                     |
| 拳王 （2012.11.06 — 2012.12.10）                    | 回到三國 （2013.01.22 — 2013.02.25）                |                                                     |